# Observatorul Vaticanului

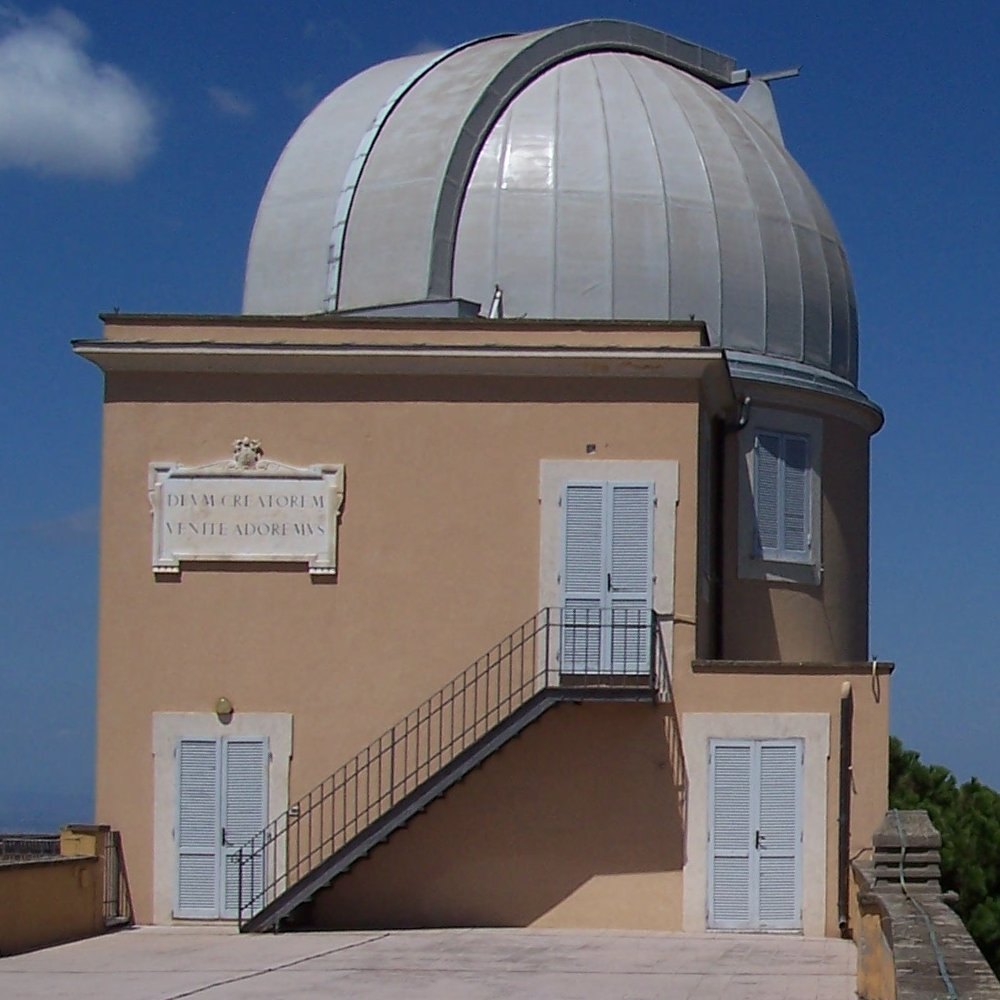
Observator astronomic pe acoperişul palatului pontifical de la Castel Gandolfo.

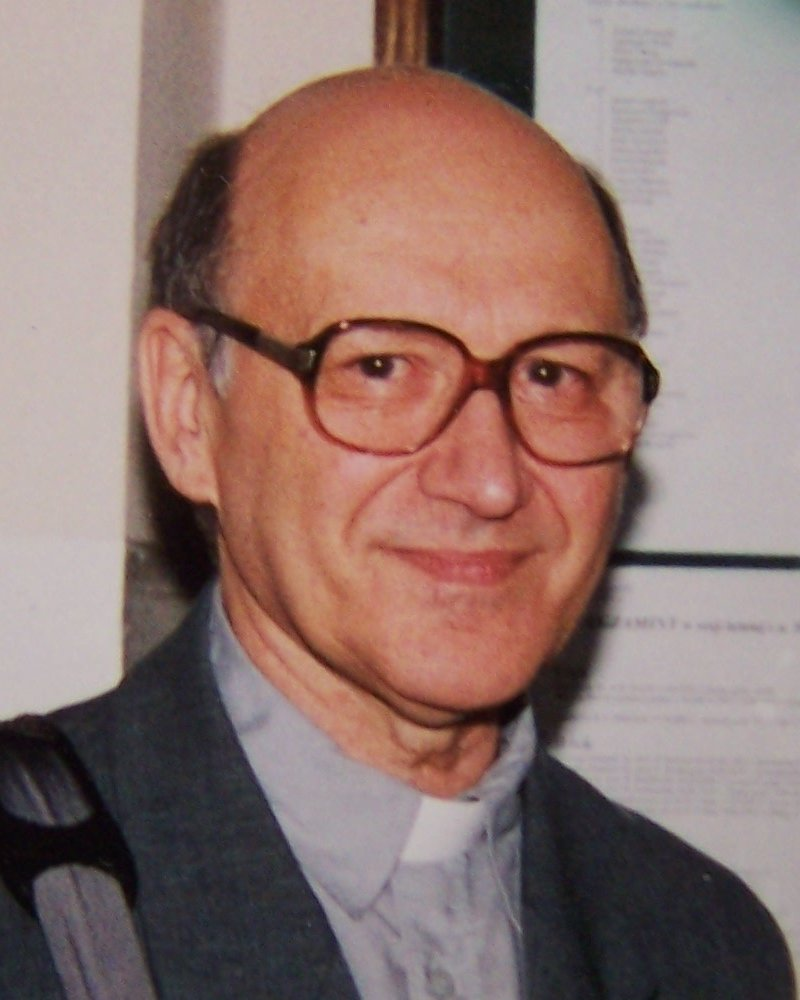
Părintele Michał Heller, cosmolog, cercetător la Observatorul Vaticanului

Observatorul Vaticanului (latină Specola Vaticana) este o instituție creată pentru cercetarea astronomică și pentru învățământ, instituție susținută de Sfântul Scaun. Inițial a avut sediul în Roma, dar în prezent sediul și laboratorul se află în reședința de vară a Papei din Castel Gandolfo, Italia, iar observatorul se găsește la Observatorul Internațional Mount Graham din Statele Unite.
Director al observatorului este părintele José Gabriel Funes, SJ. Mulți savanți renumiți au lucrat la acest observator. În 2008, Premiul Templeton a fost acordat cosmologului părintele Michał Heller, un cercetător academic al observatorului. În 2010, Premiul George Van Biesbroeck a fost acordat fostului director al observatorului Fr. George Coyne, SJ. 